# フィリップ・エノモト
フィリップ・エノモト（Felipe Enomoto、1982年8月27日 - ）は、スイスの男性総合格闘家。チューリッヒ出身。Enomoto Dojo所属。フィリップ榎本とも表記される。
日系ペルー人の父親とスイス人の母親の間で生まれ、実弟にSRCなどで活躍しているYasubei榎本がいる。